# Hertzing
 Hertzing  es una comuna      y población de Francia, en la región de Lorena, departamento de Mosela, en el distrito de Sarrebourg y cantón de Réchicourt-le-Château.
Su población en el censo de 1999 era de 196 habitantes.
Está integrada en la Communauté de communes du Pays des Étangs .

## Demografía
| 153 | 160 | 169 | 145 | 146 | 196 |
| Para los censos de 1962 a 1999 la población legal corresponde a la población sin duplicidades (Fuente: INSEE [Consultar]) |     |     |     |     |     |

- Datos: Q21934
- Multimedia: Hertzing / Q21934

1. ↑  Worldpostalcodes.org, código postal n.º 57830.
2. ↑  INSEE, Datos de población para el año 2012 de Hertzing (en francés).